# L'ingrediente perfetto
L'ingrediente perfetto è un rotocalco televisivo italiano dedicato al mondo della cucina e condotto da Roberta Capua, in onda la domenica dal 13 ottobre 2019 su LA7. A seguito del passaggio della conduttrice su Rai 1 dalla stagione 2021 il programma viene condotto da Maria Grazia Cucinotta e il riconfermato Gianluca Mech e lo chef Marco Bottega.

## Il programma
Il programma vede come location una serra immersa nel verde ed è qui che vengono preparate ricette facili, veloci e salutari. Ogni ricetta prevede un "ingrediente perfetto" a cui sarà dedicato un filmato in cui ne viene raccontata la storia, il territorio di origine e la filiera produttiva. 
Ad affiancare la Capua nella trasmissione vi è Gianluca Mech.

## Edizioni
| Anno      | Conduzione             | Conduzione    | Conduzione      | Inizio            | Fine           | Puntate | Rete |
| --------- | ---------------------- | ------------- | --------------- | ----------------- | -------------- | ------- | ---- |
| 2019-2020 | Roberta Capua          | Gianluca Mech | non presente    | 13 ottobre 2019   | -              | -       | LA7  |
| 2020-2021 | Roberta Capua          | Gianluca Mech | non presente    | 27 settembre 2020 | -              | -       | LA7  |
| 2021-2022 | Maria Grazia Cucinotta | Gianluca Mech | Gianluca Vitali | 12 settembre 2021 | 31 luglio 2022 | 38      | LA7  |
| 2022-2023 | Maria Grazia Cucinotta | Gianluca Mech | Gianluca Vitali | 18 settembre 2022 | 2 luglio 2023  | 35      | LA7  |
| 2023-2024 | Maria Grazia Cucinotta | Gianluca Mech | Gianluca Vitali | 17 settembre 2023 | in corso       | 1       | LA7  |

## Spin off

### L'ingrediente perfetto - A tu per tu
L'ingrediente perfetto - A tu per tu è il primo spin off della trasmissione e va in onda sempre su LA7 il sabato mattina alle 11 a partire dal 20 aprile 2023, alla conduzione vi è sempre Maria Grazia Cucinotta. 
In ogni puntata viene proposto un menù particolare, legato all'ospite della puntata che viene intervistato nel corso della puntata. La trasmissione non è andata in onda sabato 6 e sabato 13 maggio 2023 per lasciare spazio a degli speciali del TG La7. 

### Prima edizione (primavera 2023)
La prima edizione è andata in onda da sabato 20 aprile al 17 giugno 2023, alle ore 12 su La7. 

#### Ascolti ed ospiti
| Puntata | Messa in onda  | Ospite             | Telespettatori | Share |
| ------- | -------------- | ------------------ | -------------- | ----- |
| 1       | 22 aprile 2023 | Sandra Milo        | 62.000         | 0,7%  |
| 2       | 29 aprile 2023 | Lina Sastri        | 89.000         | 1%    |
| 3       | 20 maggio 2023 | Leo Gullotta       | 151.000        | 1,5%  |
| 4       | 27 maggio 2023 | Giuseppe Cerqua    | 85.000         | 1%    |
| 5       | 3 giugno 2023  | Maria Amelia Monti | 81.000         | 1%    |
| 6       | 10 giugno 2023 | Michele Bravi      | 116.000        | 1,4%  |
| 7       | 17 giugno 2023 | Chiara Galiazzo    | 93.000         | 1,1%  |

### Seconda edizione (2023-2024)
La seconda edizione è in onda da sabato 16 settembre 2023, sempre su La7. Cambia l'orario di messa in onda che anticipa alle 11. 

#### Ascolti ed ospiti
| Puntata | Messa in onda     | Ospite           | Telespettatori | Share |
| ------- | ----------------- | ---------------- | -------------- | ----- |
| 1       | 16 settembre 2023 | Rossella Brescia |                |       |
|         |                   |                  |                |       |
|         |                   |                  |                |       |
|         |                   |                  |                |       |
|         |                   |                  |                |       |
|         |                   |                  |                |       |
|         |                   |                  |                |       |